# Chopin Tomorrow – Demain: Impressions
Chopin Tomorrow – Demain: Impressions – album polskiego pianisty Leszka Możdżera. Wydawnictwo ukazało się w 1999 roku nakładem francuskiej wytwórni muzycznej Opus 111. Na płycie znalazły się improwizowane interpretacje utworów Fryderyka Chopina.
30 lipca 2010 roku nakładem wytwórni muzycznej Magic Records ukazało się wznowienie nagrań pt. Impressions on Chopin. Reedycja dotarła do 2. miejsca polskiej listy przebojów OLiS.
Również w 2010 roku w ramach kolekcji Gazety Wyborczej reedycję nagrań wydała firma Agora pt. Chopin. Jazz Impresje (ISBN 978-83-7552-786-5). Wznowienie to uzyskało certyfikat platynowej płyty w Polsce.

## Lista utworów
Opracowano na podstawie materiału źródłowego.
1. "Preludium As-dur nr 26 op. posth. "My secret love" - Bobby Sherwood
2. "Mazurek C-dur op. 24 nr"
3. "Etiuda es-moll op. 10 nr 6"
4. "Mazurek D-dur op. 33 nr 2"
5. "Nokturn F-dur op. 15 nr 1"
6. "Etiuda Ges-dur op. 25 nr 9"
7. "Mazurek F-dur op. 68 nr 3"
8. "Etiuda a-moll op. 25 nr 4 - "Segment" Charlie Parker
9. "Mazurek g-moll op. 24 nr 1"
10. "Preludium A-dur op. 28 nr 7"
11. "Mazurek a-moll op. 17 nr 4"
12. "Preludium G-dur op. 28 nr 3"
13. "Nokturn g-moll op. 15 nr 3"
14. "Contredanse Ges-dur op. posth."
15. "Mazurek g-moll op. 24 nr 1" (druga wersja)